# 西伯利亚婆罗门参
西伯利亚婆罗门参（学名：Tragopogon sibiricus）是菊科婆罗门参属的植物。分布在俄罗斯以及中国大陆的新疆等地，生长于海拔1,700米的地区，一般生长在林间草地及河谷，目前尚未由人工引种栽培。